# Robert E. Howard
Robert Ervin Howard (22 de enero de 1906-11 de junio de 1936) fue un escritor estadounidense de aventuras históricas y fantásticas, publicadas principalmente en la revista Weird Tales en los años 30. Se le considera como uno de los padres del subgénero conocido como «espada y brujería» y es mundialmente conocido por ser el creador de afamados personajes populares como Conan el Bárbaro, Kull de Atlantis y Solomon Kane. Es, junto con J. R. R. Tolkien, uno de los escritores más influyentes de la fantasía heroica moderna.

## Biografía
Nació en Peaster, Texas (Estados Unidos), hijo de Isaac Mordecai Howard y su esposa Hester Jane Ervin. Su familia vivió en varios lugares del sur, este y oeste de Texas, además del oeste de Oklahoma debido al trabajo de su padre, antes de asentarse en pleno centro del estado, en Cross Plains (1919). Muy enfermizo, se transformó en adicto al boxeo y llegó a ser un joven fornido y apuesto, pero solitario, introvertido y huraño, de forma que apenas tuvo amigos, salvo los epistolares que hizo entre los escritores del círculo de Howard P. Lovecraft, autor con quien empezó a cartearse en 1924. Los temas que le interesaban y que se muestran en este epistolario son, sobre todo, los conflictos entre civilización y barbarie (con una preferencia nietzscheana por esta última), las teorías geológicas e históricas, la decadencia de las razas y la eugenesia. Su madre, que se llevaba muy mal con su padre, fue con él sobreprotectora (le vigiló continuamente, supervisaba sus lecturas y amistades) y la relación entre ellos se hizo tan estrecha que, cuando su madre quedó en coma irreversible, el escritor, a sus treinta años, prefirió suicidarse de un tiro. 
Consagraba su tiempo a la lectura de libros de historia y llegó a acumular una erudición notable; empezó a escribir con quince años y a los dieciocho vendió su primer relato, La lanza y la espada (diciembre de 1926), a la revista de ficción popular y papel barato (pulp) Weird Tales, en la que se publicó la mayor parte de su obra. En 1934 ya era el principal autor de la revista, en diez de cuyos doce números publicó, llevándose la portada en cuatro ocasiones.
La única relación sentimental conocida fue con Novalyne Price, una maestra de Cross Plains con la que salió durante unos meses (de septiembre de 1934 hasta mediados de 1935), a pesar de la oposición de sus padres. Muchos años después (en 1986) ella publicaría un libro sobre él (One Who Walked Alone).
En 1935 el editor de Weird Tales, que le debía 800 dólares, rechazó uno de sus relatos; su madre enfermó de tuberculosis y empezaron los problemas económicos no solo para él, sino para todo el país, postrado en medio de la Gran Depresión; entonces escribió el que consideraba su mejor relato, Clavos rojos, donde la barbarie desaparece y la civilización se destruye a sí misma en un relato protagonizado por Conan, a quien se disputan la pirata Valeria y la bruja Tascela en medio de una guerra civil que enfrenta a dos hermanos, presunta alegoría de la relación entre Howard, Novalyne Price, el amigo traidor y los padres del escritor. La crítica coincide en considerar este relato y Más allá del río Negro como las mejores historias de Conan.
En estas revistas pulp, de precio asequible, Howard creó una pléyade de héroes de la narrativa de ficción, casi siempre bárbaros que llegaban a ser reyes como Kull de Atlantis o Conan el Cimerio; Solomon Kane, un puritano inglés armado con un talismán vudú; aventureros pictos y celtas en la Britania romana; el boxeador Steve Costigan; novelas del oeste estadounidense y un sinfín de géneros, incluido el erótico, que lo avergonzaba. El espacio en que se mueven estos personajes en realidad es un trasunto de las tierras fronterizas de Texas.
Su personaje más importante fue Conan, que el público descubrió en el relato El fénix en la espada, publicado por primera vez en diciembre de 1932. Fue probablemente para este personaje para quien Howard escribió sus mejores páginas:

Existe la vida más allá de la muerte; yo lo sé, y también sé esto, Conan de Cimmeria —dijo Bêlit, poniéndose ágilmente de pie y estrechándole con un abrazo de pantera—: ¡Sé que mi amor es más fuerte que la muerte! Me has estrechado en tus brazos, jadeando con la violencia de nuestro amor; me has cogido y estrujado y me has conquistado, atrayéndome el alma a tus labios con la violencia de tus hirientes besos. ¡Mi corazón está soldado al tuyo; mi alma es parte de tu alma! ¡Si yo muero y tú tuvieras que luchar por tu vida, yo volvería del abismo para ayudarte; sí, lo haría tanto si mi espíritu flotara bajo las velas purpúreas del mar cristalino del paraíso, como si se retorciese entre las llamas del infierno! ¡Soy tuya, y ni los dioses ni la eternidad podrán separarnos!
La reina de la Costa Negra, traducción de Beatriz Oberländer, timunmas, 2005.

La barbarie es el estado natural de la humanidad [...] La civilización, en cambio, es artificial, es un capricho de los tiempos. La barbarie ha de triunfar siempre al final.
 Más allá del río Negro, traducción de Fernando Corripio, Editorial Bruguera, 1973.

Algunos otros de los personajes de Howard son el rey Kull de Atlantis, el aventurero puritano inglés Solomon Kane y el jefe picto Bran Mak Morn, que lucha contra la invasión romana en Britania. Además creó a la guerrera Red Sonya (o Sonia la Roja), aunque la mayoría de los aficionados la conocen de distinta manera a como la concibió Howard, dado que este personaje, originalmente escrito para un relato históricamente situado en el siglo XVI, fue incluido en el universo de los cómics de Conan de los años 70. Para los cómics la ortografía del nombre del personaje pasó a escribirse con «j» en vez de «y»: Red Sonja.
Howard, además de los personajes de Mak Morn, Kane o Sonya, escribió otras ficciones históricas. Por ejemplo, su relato Las puertas del imperio involucra a un personaje ficticio con las luchas de Shirkuh, Shawar y Amalarico por el control de Egipto; el relato termina con una de las famosas batallas de Saladino en primavera de 1167. De su obra de horror, la más destacada puede ser el cuento Palomos del Infierno, en el que trata el tema de los zombies y la magia negra del sur de Estados Unidos.

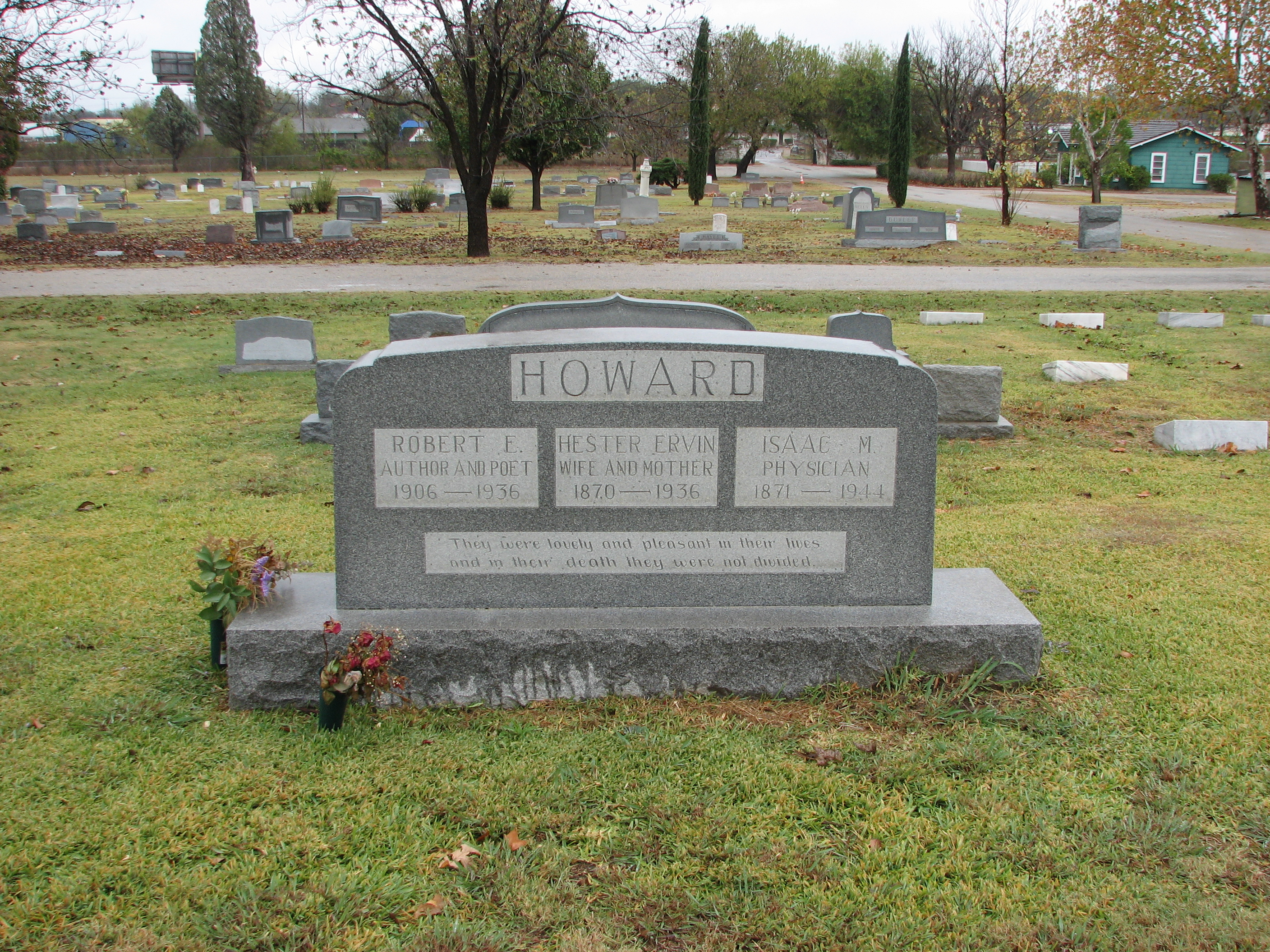
Tumba de la familia Howard en Brownwood, Texas.

 Howard coincidió con otros autores de la época como Lovecraft (quien le otorgaría el apelativo amistoso de Two-Gun Bob, «Bob Dos Pistolas», en alusión a su origen texano) y Clark Ashton Smith, que influyeron de alguna manera en su obra en lo que vino en llamarse el «Círculo de Lovecraft». Así, los protagonistas de algunos relatos de Howard llegan a encontrarse con las criaturas ideadas por Lovecraft y viceversa.
El 11 de junio de 1936, hacia las ocho de la mañana, después de que su madre entrara en coma debido a la tuberculosis, Howard se sentó en la parte delantera de su coche, un Chevrolet sedán modelo del 31, y se disparó en la cabeza con un Colt del calibre 38. Murió hacia las cuatro en punto de la tarde y su madre falleció al día siguiente. Compartieron funeral el 14 de junio y ambos fueron enterrados en el cementerio de Greenleaf en Brownwood (condado de Brown, Texas).
A su muerte se procedió a la tasación de sus bienes. La lista de haberes, que omitía los 1000 dólares que todavía le debía Weird Tales, incluía 702 dólares en efectivo, una cuenta de ahorros de 1802 dólares y un coche valorado en 350 dólares, haciendo un total de 2902 dólares.
Howard fue encarnado por el actor Vincent D'Onofrio en la película de 1996 The Whole Wide World, basada en su vida.

## Obras
Sus obras se publicaron inicialmente en revistas pulp de la época tales como Weird Tales. En sus relatos y novelas Howard habla de mundos donde generalmente la mejor solución a los problemas es la violencia y donde a menudo el oro, las joyas y las mujeres hermosas son la recompensa del héroe.

### Relatos de Solomon Kane

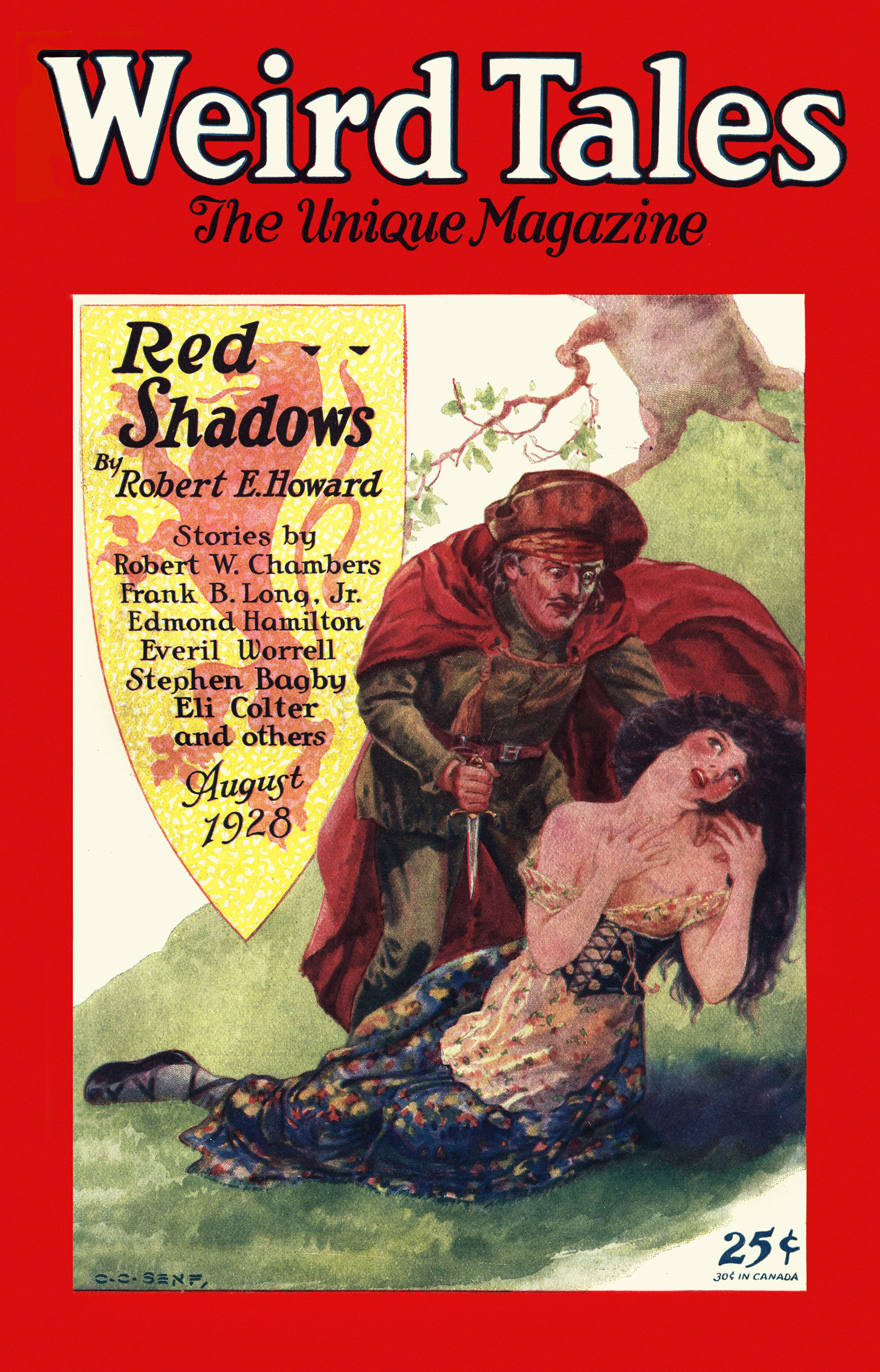
Número de agosto de 1928 de Weird Tales, que incluía Red Shadows, el primer relato sobre el personaje Solomon Kane.

Los relatos sobre el personaje Solomon Kane han sido publicados en idioma español como Las extrañas aventuras de Solomon Kane por la editorial Valdemar:
Nota: El orden de publicación no corresponde al orden en que los relatos fueron escritos.
1. Red Shadows (Sombras rojas, publicado en Weird Tales en agosto de 1928)
2. Skulls in the Stars (Cráneos en las estrellas, publicado en Weird Tales en enero de 1929)
3. Rattle of Bones (Resonar de huesos, publicado en Weird Tales en junio de 1929)
4. The Moon of Skulls (Luna de calaveras, publicado en Weird Tales, la primera parte en junio de 1930 y la segunda en julio de 1930)
5. Hills of the Dead (Las colinas de los muertos, publicado en Weird Tales en agosto de 1930)
6. The Footfalls Within (Los pasos en el interior, publicado en Weird Tales en septiembre de 1931)
7. Wings in the Night (Alas en la noche, publicado en Weird Tales en julio de 1932)
8. Blades of the Brotherhood (Las cuchillas de la hermandad, publicado póstumamente en una edición de Red Shadows en 1968)
9. The Right Hand of Doom (La mano derecha de la maldición, publicado póstumamente en una edición de Red Shadows en 1968, junto a Blades of the Brotherhood)

En 2007, la empresa Pinnacle Entertainment Group, editora del juego de rol genérico Savage Worlds, presentó la licencia de El mundo salvaje de Solomon Kane, versión para juego de rol basada en este personaje. Las aventuras de Solomon Kane han sido llevadas al cine en 2009 con la película Solomon Kane, dirigida por Michael Bassett y protagonizada por James Purefoy.

### Relato de Red Sonya
Howard escribió y publicó un solo relato sobre su personaje Red Sonya de Rogatino. Red Sonya está históricamente situada en la primera mitad del siglo XVI y no comparte el mismo universo de ficción histórica que Solomon Kane, personaje situado en la primera mitad del siglo XVII:
1. The Shadow of the Vulture (La sombra del buitre, publicado en The Magic Carpet Magazine en enero de 1934)

En los años 70 Roy Thomas y Barry Smith recuperaron y substancialmente modificaron el personaje bajo el nombre de Red Sonja (con «j» en vez de «y», aunque este cambio de ortografía no modifique la pronunciación del nombre). Thomas y Barry Smith sacaron a Sonya de su siglo XVI para transportarla al universo de cómic de Conan el Bárbaro.

### Compendio de relatosEl valle del gusano
El valle del gusano, publicado en español por Ediciones Martínez Roca en 1986 con portada de Richard Corben:
1. Los caminantes del Valhalla
2. El jardín del miedo
3. El valle del gusano
4. El túmulo en el promontorio
5. El pueblo de la oscuridad
6. Los Hijos de la Noche

### Compendio de relatosAlmuric
1. Almuric, publicado en español por Miraguano Ediciones en 1987.[7]

### Relatos de Bran Mak Morn
La mayor parte de los relatos de Howard sobre su personaje Bran Mak Morn fue publicada por primera vez en la revista Weird Tales. Unos pocos fueron publicados póstumamente.
Nota: El orden de publicación no corresponde al orden en que los relatos fueron escritos.
1. Kings of the Night (publicado en Weird Tales, noviembre de 1930)
2. The Dark Man (publicado en Weird Tales, diciembre de 1931)
3. Worms of the Earth (publicado en Weird Tales, noviembre de 1932)
4. Men of the Shadows (publicado en Bran Mak Morn, Dell, 1969)
5. Bran Mak Morn (publicado en Bran Mak Morn: A Play & Others, Cryptic Publications, 1983, relato también conocido como Bran Mak Morn: A Play)
6. The Children of the Night

Poema de Bran Mak Morn
1. A Song of the Race (publicado en inglés como Bran Mak Morn, Dell, 1969)

Fragmentos de relatos inconclusos de Bran Mak Morn
1. Fragmento sin título (A grey sky arched over the dreary waste. ...)
2. Fragmento sin título (Men have had visions ere now. ...)

### Relatos de Kull de Atlantis
En vida de Howard solo se publicaron dos relatos de Kull, en 1929. Otros nueve relatos, además de un poema, fueron editados por los sistematizadores de la obra de Howard.
Relatos de Kull publicados en vida de Howard:
1. The Shadow Kingdom (publicado en Weird Tales en agosto de 1929)
2. The Mirrors of Tuzun Thune (publicado en Weird Tales en septiembre de 1929)

Relatos de Kull publicados póstumamente:
1. The Altar and the Scorpion (publicado en King Kull, 1967)
2. The Black City (publicado en King Kull, 1967, también conocido como The Black Abyss)
3. By This Axe, I Rule (publicado en King Kull, 1967)[8]
4. The Curse of the Golden Skull (publicado en The Howard Collector #9, primavera de 1967)
5. Delcardes' Cat (publicado en King Kull, 1967, también conocido como The Cat and the Skull)
6. Exile of Atlantis (publicado en King Kull, 1967, sinopsis sin título, el título fue atribuido por Glenn Lord)
7. The Skull of Silence (publicado en King Kull, 1967, también conocido como The Screaming Skull of Silence)
8. The Striking of the Gong (publicado en the Second Book of Robert E. Howard, 1976, aunque una versión editada por Lin Carter fue publicada en King Kull en 1967)
9. Swords of the Purple Kingdom (publicado en King Kull, 1967)

Poema de Kull:
1. The King and the Oak

### Relatos de Steve Harrison
Steve Harrison es un detective creado por Robert E. Howard. En España se han publicado en dos volúmenes por Barsoom. Los títulos son El secreto de la tumba y otros casos de Steve Harrison y El señor de la muerte y otros casos de Steve Harrison.
1. La luna negra
2. Fangs of Gold: Publicado en Strange Detective Stories, febrero 1934. Alternate title: People of the Serpent. Original text at Wikisource
3. Graveyard Rats: Publicado en  Thrilling Mystery, febrero 1936. Original text at Wikisource
4. The House of Suspicion
5. El señor de la muerte: Steve faces Erlik Khan, last Emperor of the Mongols.
6. El misterio del caserón Tannernoe
7. Los nombres del libro negro: Publicado en Strange Detective Stories, mayo 1934. Original text at Wikisource
8. El tacón de plata
9. La tumba secreta: Publicado en Strange Detective Stories, febrero 1934. Alternate title: Teeth of Doom. Original text at Wikisource
10. La voz de la muerte

### Relatos de Kirby O´Donnell
Kirby O´Donnell es un aventurero americano que al más puro estilo Lawrence de Arabia corre aventuras por todo oriente. En España, Barsoom ha publicado en un solo volumen titulado Espadas de Shahrazar los tres relatos.
1. La maldición del dios carmesí: El escritor L. Spranue Camp recuperó este relato inédito y lo publicó dentro de las aventuras de Conan en 1955 después de adaptarlo. La versión protagonizada por Kirby O´Donnell no sería publicada hasta 1976.
2. Los tesoros de Tartaria: Este relato fue publicado por primera vez el magazine pulp Thrilling Adventures en enero de 1935.
3. Las espadas de Shahrazar: Esta historia fue publicada por primera vez en el magazine pulp Top-Notch en octubre de 1934.

### Relatos de El Borak Gordon
El Borak, también conocido como Francis Xavier Gordon, era un pistolero tejano de El paso que llegó a Afganistán. Conocido en Asia por sus hazañas en ese continente.
Publicados en vida de Howard:
1. La hija de Erlik Khan: Publicado por primera vez en la revista Top-Notch, diciembre 1934.
2. Halcón de las colinas: Publicado por primera vez en la revista Top-Notch, junio 1935.
3. Sangre de los dioses: Publicado por primera vez ne la revista Top-Notch, julio 1935.
4. El país de los cuchillos: Publicado por primera vez en Complete Stories, agosto 1936.
5. Hijo del lobo blanco: Publicado por primera vez en Thrilling Adventures, diciembre 1936.

Publicaciones póstumas
1. El valle perdido de Iskander — First published in The Lost Valley of Iskander 1974. Alternate title: Swords of the Hills
2. Three-Bladed Doom — First published in REH: Lone Star Fictioneer #4, Nemedian Chronicles, Spring 1976, note there are two versions of different lengths.
3. Intriga en Kurdistan — First published in the chapbook Pulse Pounding Adventure Stories #1 (December 1986) published by Cryptic Publications[2]
4. La llegada de El Borak — First published in The Coming of El Borak, September 1987
5. El Borak — This was the title of two different short stories, neither of which was published within Howard's lifetime. The first story was printed in the chapbook The Coming of El Borak (September 1987).[3] The second story was printed shortly afterwards in the chapbook North of Khyber (December 1987).[4] This story also features another of Howard's characters, The Sonora Kid. Both were published by Cryptic Publications.
6. El terror de hierro — First published in the chapbook The Coming of El Borak (September 1987).[5]
7. El cuento de Koda Khan — First published in the chapbook The Coming of El Borak (September 1987).[6]
8. La tierra del miesterio — First published in the chapbook North of Khyber (December 1987).[7] The story also features another of Howard's characters, The Sonora Kid.
9. Norte de Khyber — First published in North of the Khyber, December 1987
10. Un poder entre las islas — First published in the chapbook North of Khyber (December 1987).[8] The story also features another of Howard's characters, The Sonora Kid.
11. El castillo Shunned — First published in the chapbook North of Khyber (December 1987).[9] The story also features another of Howard's characters, The Sonora Kid.

### Relatos de Conan el Cimerio

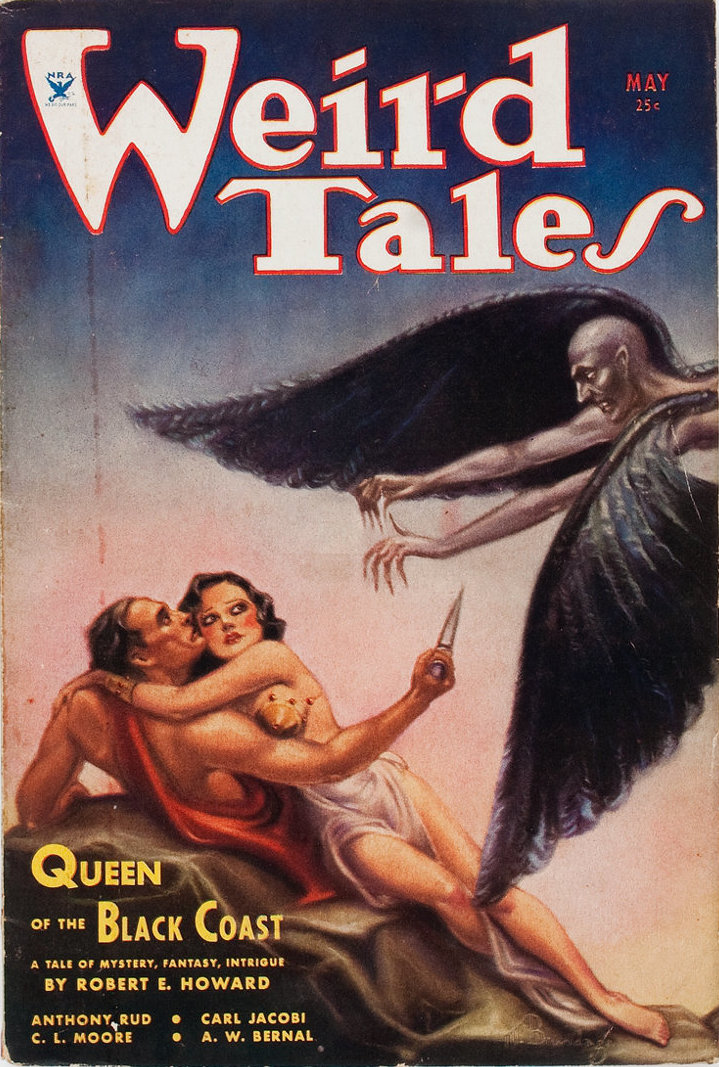
Número de mayo de 1934 de Weird Tales, que incluyó Queen of the Black Coast. Fue la primera de las únicas tres portadas de Weird Tales ilustradas con el tema de un relato de Conan.

La primera traducción en español de relatos de Conan la publicó la editorial Bruguera en 1973. Bruguera publicó una colección de once volúmenes de bolsillo entreverados con obras de otros autores, como L. Sprague de Camp y Lin Carter que, aprovechando fragmentos de obras de Howard hallados en los años 50, reescribieron apócrifamente y publicaron nuevos relatos y novelas sobre el personaje. Otra editorial de Barcelona, Ediciones Martínez Roca, siguió el mismo procedimiento, que consistía en seguir traduciendo los libros de Conan que se publicaban en lengua inglesa, aunque no siempre fuesen de la verdadera autoría de Howard.
La primera edición exhaustiva de la totalidad de los relatos de Conan escritos exclusivamente por Howard (excluyendo pues los relatos y novelas apócrifos de otros autores), no fue publicada en la lengua original en inglés hasta los años 2003 y 2005, cuando la compañía poseedora de los derechos de los relatos del personaje, Conan Properties International, hizo publicar la edición crítica de estos relatos a través de dos editoriales, Wandering Star Books en el Reino Unido y Ballantine Books/Del Rey Books en Estados Unidos. Se trata de una edición de lujo en tres volúmenes, encofrada y encuadernada en cartoné, con láminas e ilustraciones en color. Los volúmenes de Wandering Star se titularon Conan of Cimmeria: Volume One (1932–1933), publicado en 2003, Conan of Cimmeria: Volume Two (1934), publicado en 2005, y Conan of Cimmeria: Volume Three (1935–1936), publicado en 2009. Esos mismos volúmenes, en la edición estadounidense de Ballantine/Del Rey, fueron titulados respectivamente The Coming of Conan the Cimmerian (2003), The Bloody Crown of Conan (2005) y The Conquering Sword of Conan (2005). El orden de aparición de los relatos en esos tres volúmenes es aquel en el que Howard los escribió, no en el que fueron publicados: el primero incluye los relatos escritos en 1932 y 1933, el segundo los relatos escritos en 1934 y el tercero los que fueron escritos en 1935 y 1936. En castellano esta edición crítica ha sido traducida y publicada por la editorial timunmas entre 2005 y 2007, no solo siguiendo el formato original encofrado de tres volúmenes en cartoné con láminas en color sino también en una edición de bolsillo en seis volúmenes, encuadernada en rústica y con ilustraciones entintadas en blanco y negro.
Relatos de Conan publicados en vida de Howard:
Nota: El orden de publicación no corresponde al orden en que los relatos fueron escritos.
1. El fénix en la espada (The Phoenix on the Sword, escrito en febrero de 1932 pero publicado en diciembre)
2. La ciudadela escarlata (The Scarlet Citadel, publicado en enero de 1933)
3. La Torre del Elefante (The Tower of the Elephant, publicado en marzo de 1933)
4. El coloso negro (Black Colossus, publicado en junio de 1933)
5. Xuthal del crepúsculo (Xuthal of the Dusk, publicado en septiembre de 1933 como The Slithering Shadow)
6. El estanque del negro (The Pool of the Black One, publicado en octubre de 1933)
7. Villanos en la casa (Rogues in the House, publicado en enero de 1934)
8. Sombras de hierro a la luz de la luna (Iron Shadows in the Moon publicado en abril de 1934 como Shadows in the Moonlight)
9. La reina de la Costa Negra (Queen of the Black Coast, publicado en mayo de 1934)
10. El diablo de hierro (The Devil in Iron, publicado en agosto de 1934)
11. El pueblo del Círculo Negro (The People of the Black Circle, publicado en tres partes: septiembre, octubre y noviembre de 1934)
12. Nacerá una bruja (A Witch Shall Be Born, publicado en diciembre de 1934)
13. Los sirvientes de Bit-Yakin (The Servants of Bit-Yakin, publicado en marzo de 1935 como Jewels of Gwahlur)
14. Más allá del río Negro (Beyond the Black River, publicado entre mayo y junio de 1935)
15. Los antropófagos de Zamboula (The Man-Eaters of Zamboula, publicado en noviembre de 1935 como Shadows in Zamboula)

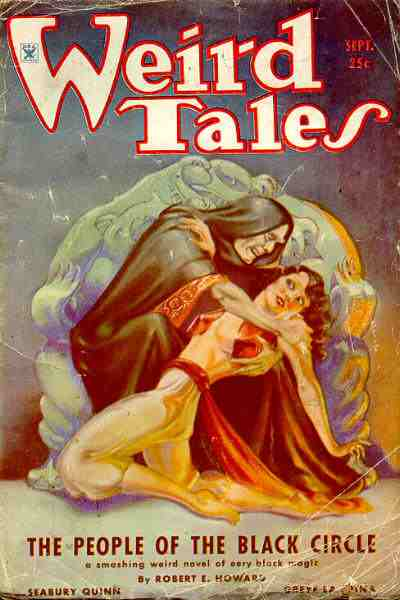
Número de septiembre de 1934 de Weird Tales, en el que se publicó The People of the Black Circle, el primero de los relatos del último período de los relatos de Conan.

Novelas de Conan publicadas en vida de Howard:
1. La hora del dragón (The Hour of the Dragon, novela escrita en mayo de 1934 y publicada por entregas entre diciembre de 1935 y abril de 1936 aunque conocida, por reediciones posteriores, como Conan the Conqueror; en castellano Ediciones Martínez Roca publicó esta novela en 1996 con el título Conan el Conquistador mientras que timunmas publicó su traducción de 2006 con el título original, La hora del dragón)

Relatos de Conan publicados póstumamente:
Nota: El orden de publicación no corresponde al orden en que los relatos fueron escritos.
1. Clavos rojos (Red Nails, publicado en octubre de 1936)
2. El negro desconocido (The Black Stranger, publicado en febrero de 1953)
3. El valle de las mujeres perdidas (The Vale of Lost Women, publicado en primavera de 1967)
4. El dios del cuenco (The God in the Bowl, publicado en 1975, versión original publicada inicialmente en una edición de The Tower of the Elephant)
5. La hija del gigante helado (The Frost-Giant's Daughter, publicado en 1976, versión original publicada inicialmente en una edición de Rogues in the House)

Relatos inacabados antes de la muerte de Howard:
1. Los tambores de Tombalku (Drums of Tombalku, fragmento)
2. La sala de los muertos (The Hall of the Dead, solo sinopsis)
3. La mano de Nergal (The Hand of Nergal, fragmento)
4. Lobos de allende la frontera (Wolves Beyond the Border, fragmento)
5. Un hocico en la oscuridad (The Snout in the Dark, fragmento)

En 1932 Howard también compuso el poema Cimeria y escribió el ensayo La Edad Hiboria, aunque no fueron publicados en vida del autor. También se conservan numerosas sinopsis inacabadas de Conan, algunas de ellas publicadas en diferentes colecciones y ediciones, pero terminadas apócrifamente por otros autores. Estos esbozos, fragmentos inacabados y sinopsis han sido publicados en la edición crítica que Conan Properties International llevó a cabo con Wandering Star y Del Rey, en su totalidad y tal y como Howard los dejó antes de morir.

## Continuadores de las aventuras de Conan
Tal fue la popularidad de este personaje que debido a la prematura muerte de Howard diversos autores decidieron emprender la labor de finalizar relatos hasta entonces inéditos o inconclusos, o bien escribieron nuevas novelas ambientadas en el universo de ficción que Howard había creado para Conan, la Era Hiboria. Entre estos autores cabe destacar a L. Sprague de Camp, Poul Anderson, Lin Carter y Björn Nyberg, además de diversas obras de autores rusos (publicadas por la editorial moscovita Severo-West) y una serie de cuatro novelas escritas respectivamente por Richard A. Knaak (conocido por ser el autor de La leyenda de Huma, novela de la saga Dragonlance), Loren L. Coleman, J. Steven York y Jeff Mariotte. El recientemente fallecido Robert Jordan (creador de la conocida saga La Rueda del Tiempo) también creó algunas historias para el famoso personaje de Howard. Adaptado a varias series de cómic y películas, también algunos autores han homenajeado al personaje en forma de parodia, como en los cómics Groo el errante (de Sergio Aragonés), el álbum de Superlópez La gran superproducción (de Jan) o el personaje Cohen el bárbaro que Terry Pratchett hace aparecer en su universo paródico, el Mundodisco. A finales de 2017 Rodolfo Martínez publica La canción de Bêlit, una novela de Conan que se integra entre el primer y segundo capítulo del relato original de La reina de la costa negra.

## Adaptaciones de la obra de Howard

### Adaptaciones al cine

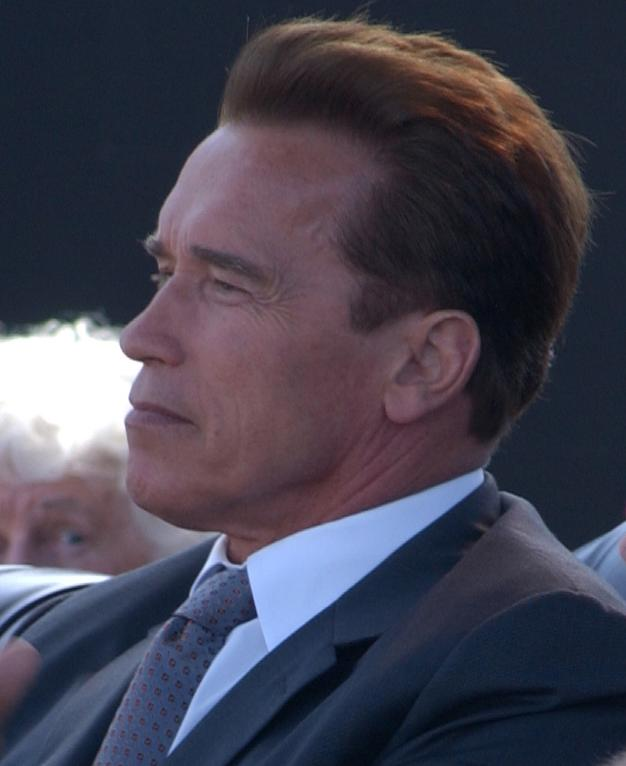
Arnold Schwarzenegger, quien protagonizó dos adaptaciones de Conan, otra película inspirada en Howard y que hubiera protagonizado una tercera de no haber sido elegido gobernador de California.

- Libremente inspirado en las obras de Howard el personaje de Conan ha sido llevado al cine en la película protagonizada por el actor austríaco (nacionalizado estadounidense) Arnold Schwarzenegger: Conan el Bárbaro (1982)
- Posteriormente se realizó la secuela Conan el Destructor (1984).
- En 1985 se estrenó Red Sonja,  protagonizada por Brigitte Nielsen y Arnold Schwarzenegger, la cual es señalada durante los créditos como una producción basada en la obra de Howard, a pesar de que se trata de una adaptación de la versión del personaje de Roy Thomas.
- En 1997 se estrenó Kull el Conquistador, dirigida por John Nicolella y protagonizada por Kevin Sorbo.
- En 2009 se estrenó una adaptación cinematográfica de Solomon Kane, , dirigida por Michael Bassett y con James Purefoy encarnando al personaje homónimo.
- En 2011 se estrenó una nueva versión cinematográfica de Conan el Bárbaro, dirigida por Marcus Nispel, en la que el papel del cimmerio recayó sobre Jason Momoa.

### Adaptaciones a la televisión
- En 1992 Jetlag Productions y Sunbow Productions, produjeron Conan, el aventurero una serie animada enfocada para el público infantil sobre el guerrero cimmeriano. La serie serie se estrenó el 1 de octubre de 1992 llegando a los 64 episodios y concluyendo exactamente dos años después, el 1 de agosto de 1994.
- En 1994, tras el final de Conan, el aventurero, Jetlag Productions lanzó Conan y los jóvenes guerreros, una secuela de trece episodios.
- En 1997 Keller Entertainment Group crearía la serie de imagen real Conan el aventurero, protagonizada por Ralf Moeller.